# Mundilfari
|  | Per a altres significats, vegeu «Mundilfari (satèl·lit)». |

En la mitologia nòrdica Mundilfœri, Mundilfari o Mundilfäri (nòrdic antic, possiblement "el que es mou d'acord amb temps determinats") és el pare de Sól, associada amb el Sol, i Máni, associada amb la Lluna. Mundilfari es troba referit en el poema de l'Edda poètica Vafþrúðnismál estrofa 23, i al capítol 11 del llibre de l'Edda prosaica, Gylfaginning.
| «                | Diu Vafþrúðnir: "Mundilfœri es diu el que fou el pare de la Lluna i del Sol igualment; el cel recorren els dos cada dia per marcar als homes el temps." | » |
| — Edda poètica - | |   |

La llegenda narra que quan nasqueren els seus fills eren tan formosos que els anomenà Máni i Sól. Els déus s'enfadaren per aquest orgull i s'enportaren els dos nens, posant-los al cel per guiar els carros del Sol i la Lluna, que havien creat usant el foc de Muspellheimr. Els dos nens foren empaitats per un terrífic llop anomenat Skoll ("el traïdor"). Aquesta llegenda es narra al Gylfaginning.

## Etimologia
El nom apareix de diferents formes, algunes d'elles significativament diverses per això s'han proposat diferents teories sobre el nom. John Lindow afirma que si el primer element, mundil- està relacionat amb mund, que significa "període," llavors el nom podria ser un kenning de la Lluna. Rudolf Simek també afirma el mateix significat.
El nom de Mundilfari s'ha donat a un satèl·lit de Saturn.